# Rävlanda
Rävlanda är en tätort i Härryda kommun och Björketorps socken, belägen ungefär mitt emellan Borås och Göteborg. Orten ligger vid Kust till kust-banan och är station för pendeltåg mellan de bägge städerna. Rävlanda var administrativt centrum i före detta Björketorps kommun.

## Historia
Från 1934 till 1953 fanns ett mejeri i samhället och från 1919 till början av 1940-talet även ett litet bryggeri som tillverkade svagdricka. Det har funnits flera pensionat och vilohem i Rävlanda med omnejd.

### Befolkningsutveckling

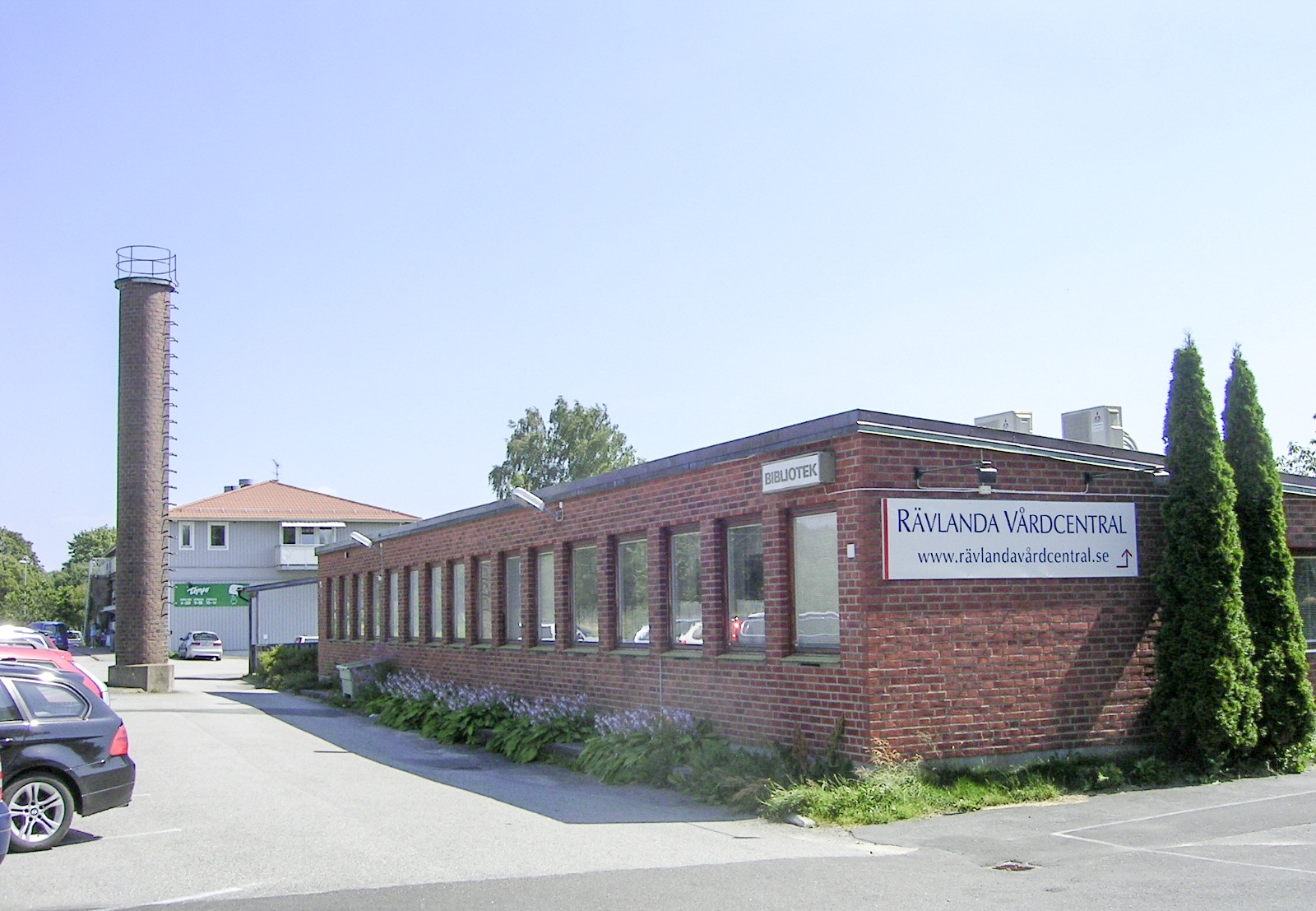
Rävlanda centrum 2012

| Befolkningsutvecklingen i Rävlanda 1960–2020 | Befolkningsutvecklingen i Rävlanda 1960–2020 | Befolkningsutvecklingen i Rävlanda 1960–2020 | Befolkningsutvecklingen i Rävlanda 1960–2020 | Befolkningsutvecklingen i Rävlanda 1960–2020 |
| -------------------------------------------- | -------------------------------------------- | -------------------------------------------- | -------------------------------------------- | -------------------------------------------- |
|                                              |                                              |                                              |                                              |                                              |
| År                                           |                                              |                                              | Folkmängd                                    | Areal (ha)                                   |
| 1960                                         | 1960                                         |                                              | 413                                          |                                              |
| 1965                                         | 1965                                         |                                              | 673                                          |                                              |
| 1970                                         | 1970                                         |                                              | 780                                          |                                              |
| 1975                                         | 1975                                         |                                              | 1 040                                        |                                              |
| 1980                                         | 1980                                         |                                              | 1 166                                        |                                              |
| 1990                                         | 1990                                         |                                              | 1 344                                        | 145                                          |
| 1995                                         | 1995                                         |                                              | 1 344                                        | 146                                          |
| 2000                                         | 2000                                         |                                              | 1 317                                        | 146                                          |
| 2005                                         | 2005                                         |                                              | 1 345                                        | 147                                          |
| 2010                                         | 2010                                         |                                              | 1 462                                        | 146                                          |
| 2015                                         | 2015                                         |                                              | 1 522                                        | 161                                          |
| 2020                                         | 2020                                         |                                              | 1 649                                        | 162                                          |
|                                              |                                              |                                              |                                              |                                              |

## Samhället
I Rävlanda finns vårdcentral, äldreboende, ett integrerat skol- och folkbibliotek och grundskola till och med år 9.
Det finns en badplats vid Rammsjön norr om samhället.

## Religion
Björketorps kyrka ligger i södra delen av Rävlanda. I samhället finns även en missionskyrka, tillhörande Equmeniakyrkan.

## Idrott
En idrottsförening i Rävlanda är Rävlanda AIS.